# Bolt (videojuego)
Bolt es un videojuego de aventuras desarrollado por Avalanche Software y publicado por Disney Interactive Studios para las consolas Nintendo DS, Wii, PlayStation 2, PlayStation 3 y Xbox 360. El juego llegó al mercado el 18 de noviembre de 2008 en Estados Unidos y el 13 de febrero de 2009 en Europa.

## Juego
El juego está basado en la película homónima de Disney, Bolt. Sin embargo, el argumento difiere respecto al de la película, centrándose en la serie de televisión de la que Bolt es protagonista y conservándose así los super poderes de Bolt en dicha serie.
Usando los super poderes de Bolt, el jugador puede hacer frente a multitud de enemigos. Nuevos poderes, como el "Super Ladrido" o los "Rayos Láser" de los ojos, pueden ser desbloqueados según se avanza en el juego.

## Argumento
El padre de Penny ha sido secuestrado por el malvado Dr. Calico, por lo que Penny y Bolt deben viajar a lo largo de cinco países diferentes para poder rescatarlo.